# Sevran
Sevran település Franciaországban, Seine-Saint-Denis megyében. Lakosainak száma 51 640 fő (2022. január 1.). Sevran Livry-Gargan, Aulnay-sous-Bois, Vaujours és Villepinte községekkel határos.

## Népesség
A település népessége az elmúlt években az alábbi módon változott:
| Lakosok száma | 49 465 | 50 480 | 50 888 | 51 016 | 51 225 | 51 734 | 51 778 | 51 845 | 51 640 |
|               | 2013   | 2015   | 2016   | 2017   | 2018   | 2019   | 2020   | 2021   | 2022   |